# Kyrkovisor för barn
Kyrkovisor för barn är en barnpsalmbok utgiven av Svenska kyrkans diakonistyrelse 1960.

## Bakgrund
Boken kom till på initiativ av Diakonistyrelsens söndagsskolnämnd som en psalm- och sångbok för barnens gudstjänst, som skulle kunna ersätta den tidigare utgivna Psalmer och sånger för barn (första utgåva 1924, 12 upplagan 1959). Den togs fram av en kommitté bestående av fil. mag. Britt G. Hallqvist, författaren Eva Norberg-Hagberg, kyrkoherden Börje Forsberg, kyrkoherden Anders Frostenson, musikdirektören Harald Göransson, komminister Per-Olof Sjögren, musikdirektör Per-Erik Styf samt söndagsskolsekreteraren Karl-Erik Brattgård.
Kyrkovisor för barn består av två delar, först en del med ett par hundra psalmer eller delar av psalmer från 1937 års psalmbok (med bibehållna nummer), sedan en del med 92 nya (eller nygamla) sånger, mestadels av Anders Frostenson eller Britt G Hallqvist, numrerade från 701 till 792. Boken innebar ett helt nytt psalmspråk i Svenska kyrkan, och lade en god del av grunden till Den svenska psalmboken 1986, där också flera av "kyrkovisorna" finns med.
Många av psalmerna blev omtyckta av både barn och vuxna, och den sista nyutgåvan 1975 fick titeln nedkortad till enbart Kyrkovisor.
År 2001 utgavs Kyrksång av Verbum förlag, angiven som "en psalm- och sångbok för barn och vuxna" samt en efterföljare till Kyrkovisor för barn från 1960 samt Sånger för små och stora från 1989.

## Utgåvor
- Kyrkovisor för barn. Stockholm. 1960. Libris 2770095
  -  Kyrkovisor för barn.. Stockholm: Verbum/Kyrkliga centralförlaget. 1967. Libris 2288143
  -  Kyrkovisor. ([Ny uppl.]). Stockholm: Verbum. 1975. Libris 2770098

## Sånger i Kyrkovisor

### Guds majestät och härlighet

#### Guds lov
```
701 
Lova Herren, sol och måne
 --- (
Listad
)
702 
Över jorden ligger gräsets matta

703 
Var kommer de ljusaste drömmarna från

704 
Bygga, forma, modellera

705 
Långt bort alla vägar bär

706 
Vi tacka dig, vårt hjärtas Gud
```

#### Guds härlighet i Kristus
```
707 
När Jesus gick på jorden

708 
Alltid skall stjärnhimlen lysa

709 
Är Guds kärlek såsom havet

710 
Vit var ängelens mantel

711 
Lågt var det stall där han föddes

712 
Du som lades på ett fång

713 
Jesus födes i Betlehem

714 
Vem är han som bott i stjärngemak
```

### Kyrkans högtider

#### Advent
```
715 
Hosianna, Davids son
 --- (
Listad
)
716 
O du som skapat stjärnors här
```

#### Jul
```
717 
Nu tändas tusen juleljus
 --- (
Listad
)
718 
När juldagsmorgon glimmar

719 
Ett barn är fött på denna dag
 --- (
Listad
)
720 
När Jesusbarnet föddes

721 
Prisad högt av herdars skara

722 
Josef, käre Josef min

723 
Hur långt är det till Betlehem
```

#### Trettondedag Jul
```
724 
Lagd på strå i ett stall
 --- (
Listad
)
```

#### Tiden efter Trettondedagen
```
725 
Det går en väg genom ökensand

726 
Fly från hem och betesmarker

727 
Sackeus var en publikan

728 
Båten var så liten
```

#### Passionstiden
```
729 
En blind fick höra rop och steg

730 
Mycket folk kring Jesus var

731 
Låt mig få lägga för hans fot

732 
När över Kidrons bäck du går

733 
Sju böner vår Herre har lärt oss

734 
Det var i april, om kvällen

735 
Långt borta i ett främmat land

736 
Vackra törnrosbuske
```

#### Tiden efter Påsk
```
737 
De trodde att Jesus var borta

738 
Lilla lammet vilse går

739 
Herren är min herde. Han är stark och god
```

#### Pingst
```
740 
Vinden ser vi inte
 --- (
Listad
)
```

#### Kyndelsmässodagen
```
741 
Jungfru Maria, jungfru Maria

742 
I ressällskapet sökte de
```

#### Den helige Mikaels dag
```
743 
Mikael strider mot draken

744 
Man bar fram barn till Jesus

745 
Vem är det som kommer på vägen
 --- (
Listad
)
746 
Mitt i mörka natten
```

#### Alla Helgons dag
```
747 
Johannes fick se Lammet stå
```

#### Botdagen
```
748 
Här nerifrån jorden jag ropar till dig
```

### Kyrkan och nådemedlen

#### Kyrkan
```
749 
Det finns en plats i en stor trygg famn
```

#### Ordet
```
750 
Basunen ljöd allt starkare

751 
Fram över åkern en såningsman går

752 
Tolv skådebröden på altarets bord
```

#### Dopet
```
753 
I min kyrka finns en dopfunt

754 
Gud har en famn
 --- (
Listad
)
```

#### Helg och gudstjänst
```
755 
En söndag var världens skapelsedag

756 
Den bryter in, en dag så ljus

757 
Gräset växer utan ljud

758 
Här samlas vi omkring ditt ord
```

#### Mission
```
759 
Gud har gett åt fågeln dess vingar
```

### Det kristna livet

#### Tron
```
760 
Högt ifrån sin himmel

761 
De voro tolv som ville

762 
Skydda, Gud, min barnasjäl

763 
I en djup, oändlig skog
 --- (
Listad
)
764 
Gud Fader bor i himlen

765 
Krukmakarskivan svänger runt

766 
Tusen stjärnor glimmar

767 
Följ mig, säger Jesus

768 
Jesus satt i båten

769 
Så god mot alla Jesus var

770 
O Herre, jag som frisk och stark

771 
Lär mig sjunga, lilla fågel

772 
Alla har brått

773 
En trädgård full med blommor
```

#### Bönen
```
774 
O Jesu, du så ofta bad
```

#### Levnaden
```
775 
Vi äro Guds unga skara

776 
Jag är ej för liten

777 
Gud har skapat allting

778 
En man gick från Jerusalem

779 
Små, små vattendroppar

780 
Det finns så många gamla
```

### Tidens skiften

#### Morgon
```
781 
Morgonens rodnad över bergen brinner
```

#### Årstiderna
```
782 
Snödropp kommer först

783 
Nu grönskar äng, nu blommar lid
```

### Det kristna samhället

#### Måltidspsalm
```
784 
För åkrarnas gröda

785 
Du, Herre, i din hägnad tar
```

### Uppståndelsen, domen och det eviga livet
```
786 
När han kommer

787 
Till sist när vi ha levat

788 
Ett hem jag har i himlens höjd

789 
Vingårdens herre ser en rad

790 
Adam och Eva (visa)

791 
Finns det leksaker i himlen

792 
Inför Guds himlatron
```